# 江西生产建设兵团
江西生产建设兵团，是1969年至1975年设于中国江西省的由军队管理的农垦组织。以下乡知识青年为主，包括现役军人、复转退军人、地方干部、农垦职工等群体组成。采取兵团-师-团-连建制，不常设营级。

## 历史
1969年3月，根据中央军委命令，组建江西生产建设兵团，隶属于福州军区。
1971年“九一三事件”事件后，由于江西生产建设兵团是林彪集团准备政变的“571工程纪要”中的依靠力量，被福州军区命令兵团机关停止办公，公章封存作废。
1972年7月24日，福州军区江西生产建设兵团番号被撤销，原属8个农业团和2个农业独立营改称中国人民解放军江西省军区农业建设师。由省委和省军区双重领导。8月1日起办公。

1975年4月14日省委、省革委会、省军区政治部为贯彻国务院、中央军委1974年12月31日同意撤消农建师的批示，联合发出《关于做好农建师的撤消交接工作的宣传教育提纲》。要求6月5日前移交完毕。农建师机关拟于6月20日对外停止办公。
1975年5月，中央军委下达命令，撤销江西省军区农业建设师番号。各团改为国营农场移交所在的地区行政公署领导。1975年11月，江西省农垦厅成立，接管原农建师各团场。 

## 组织结构
- 兵团副司令员：军事学院预科系主任胡定千
- 兵团政委：江西省军区第二政委郑国兼（由陆军第三十一军政委调任）